# Nitroderivado
Os nitroderivados (ou nitrocompostos ou compostos nitro) são compostos orgânicos que contêm um ou mais grupos funcionais nitro (-NO2). São, frequentemente, explosivos; impurezas variadas ou uma manipulação inapropriada podem, facilmente, desencadear uma decomposição exotérmica violenta.
Os compostos nitro aromáticos são sintetizados pela ação de uma mistura de ácidos sulfúrico e nítrico sobre a molécula orgânica correspondente. Alguns exemplos deste tipo de compostos são o 2,4,6-trinitrofenol (ácido pícrico), o 2,4,6-trinitrotolueno (TNT) e o 2,4,6-trinitroresorcinol (ácido estífnico).

## Preparação
Em síntese orgânica, existem vários métodos para preparar compostos nitro.

### Compostos nitroalifáticos
- O nitrometano é adicionado a aldeídos em uma adição 1,2 na reação nitroaldólica.
- O nitrometano é adicionado a compostos carbonílicos alfa-beta insaturados na adição 1,4 da reação de Michael atuando como um "doador" de Michael.
- O nitroetileno é um "receptor" de Michael na reação de Michael com compostos enolato.
- Em reações de substituição nucleofílica sobre haleto de alquilo mediante nitrito de sódio (NaNO2) se obtém nitroalcanos.

### Compostos nitroaromáticos
- Em uma substituição eletrofílica aromática, o ácido nítrico reage com compostos aromáticos no que se conhece como nitração.

Como exemplo típico e mais simples, temos a nitração do benzeno, na produção do nitrobenzeno. O método clássico envolve o tratamento de benzeno com uma mistura de ácido sulfúrico e ácido nítrico concentrados (chamada de "mistura sulfonítrica") e água. Esta produção é um dos mais perigosos processos da indústria química devido à exotermicidade da reação (ΔH = −117 kJ/mol).
A capacidade mundial de produção de nitrobenzeno em 1985 era de aproximadamente 1,7×106 toneladas.
- Um método clássico partindo de fenóis halogenados é a nitração de Zincke.

## Reações
Os compostos nitro participam em várias reações orgânicas.

### Compostos nitroalifáticos
- Os compostos nitro alifáticos são reduzidos a aminas com ferro e ácido clorídrico.
- Conversão de os compostos nitro a aldeídos ou cetonas mediante a reação de Nef.

### Compostos nitroaromáticos
- A redução de compostos nitroaromáticos com hidrogênio sobre um catalisador de paládio/carbono conduz a anilinas.[2]
- A presença de grupos nitro facilita as substituições nucleofílicas aromáticas

### Hidroxilaminas
Vários métodos são utilizadas para a produção de aril-hidroxilaminas a partir de compostos aril-nitro:
- Redução eletrolítica[3]
- Zinco metálico em cloreto de amônio[4]
- Redução catalítica utilizando ródio[5]